# Gustavo Caraballo
Gustavo Caraballo (f. Buenos Aires, 18 de abril de 2014) fue un político y abogado argentino. Se desempeñó como Secretario Técnico de la Presidencia argentina y embajador ante la UNESCO.

## Carrera
Su tío, Octavio Caraballo, llegó a desempeñarse como director de Bunge & Born. Aquello le posibilitó que se desempeñase en altos cargos en esta empresa cuando no desempeñó ninguna actividad política. Militó en la FUBA, mientras era estudiante de derecho, y una vez graduado, consiguió una beca para estudiar en la American University. Comenzó a trabajar en la función pública a los 22 años, como asesor jurídico de la presidencia de la Nación, y se mantuvo como tal entre las presidencias de Arturo Frondizi y Juan Carlos Onganía.
Se desempeñó como Jefe de asesores del Ministerio de Economía durante la presidencia de Héctor J. Cámpora y Secretario Técnico (Cargo reemplazado por la Secretaría de Legal y Técnica de la Presidencia de la Nación), durante el último gobierno de Juan Domingo Perón. Caraballo, según él mismo relataba y afirmado por Carlos Leyba (Secretario de Hacienda de José Ber Gelbard), al estar próximo el regreso de Juan Domingo Perón a la Presidencia, este le propuso que lo hiciera a través de la modificación de la ley de acefalía presidencial en Argentina, es decir, que al renunciar Cámpora, Perón siendo ministro, asumiera la Presidencia, a lo que el General respondió, que regresaría solo con la voluntad de Pueblo. Al agonizar Perón, mandó a buscar a "Ese muchacho que propuso modificar la ley de acefalía, dado que el Sr. Ricardo Balbín [el líder de la oposición] es quien debe continuar con la Presidencia". Al llegar a la morada de Perón, López Rega no le permitió acercarse al General, diciendo que estaba loco y que decía incoherencias.
Durante la presidencia de María Estela Martínez de Perón se desempeñó como embajador ante la UNESCO, entre 1974 hasta 1976, cuando fue cesado del cargo por autoproclamado Proceso de Reorganización Nacional. En 1977 fue secuestrado por orden de Ramón Camps, pero liberado en unos meses, tras ser puesto a disposición del Poder ejecutivo ("legalizado"). Testimonió ante la CONADEP, y su relato es parte del Nunca más.